# Oreorchis bilamellata
Oreorchis bilamellata är en orkidéart som beskrevs av Noriaki Fukuyama. Oreorchis bilamellata ingår i släktet Oreorchis och familjen orkidéer. Inga underarter finns listade i Catalogue of Life.